# Feltre (Itàlia)
Feltre és un municipi italià, situat a la regió del Vèneto i a la província de Belluno. L'any 2004 tenia 20.053 habitants.